# Комбайностроение
Комбайностроение — отрасль сельскохозяйственного машиностроения, производящая зерноуборочные и кормоуборочные комбайны.
В Российской империи не было предприятий, производящих комбайны. Выпуск комбайнов в СССР начался в конце 1920-х годов на заводе «Коммунар» в Запорожье и на Саратовском комбайновом заводе. В 1932 году выпуск комбайнов начал «Ростсельмаш».
Выпуском комбайнов в СССР занимались также Таганрогский комбайновый завод, Тульский комбайновый завод, Красноярский завод комбайнов.
Кроме зерноуборочных и кормоуборочных, производились также комбайны для уборки других культур: картофеля, кукурузы, конопли, сахарной свеклы.